# Trirachys orientalis
Trirachys orientalis là một loài bọ cánh cứng trong họ Cerambycidae.